# 大井滋
大井 滋（おおい しげる、1953年8月3日 - ）は、日本の実業家。JX金属代表取締役社長や、パンパシフィック・カッパー代表取締役社長、日本鉱業協会会長等を歴任した。文部科学大臣表彰科学技術賞受賞。

## 来歴・人物
富山県富岡市生まれ。広島県海田町出身。1978年一橋大学経済学部卒業、日本鉱業（現JX金属）入社。1989年ジョージタウン大学経営大学院修士課程修了、MBA（経営学修士）。中学・高校・大学と剣道部に所属。また大学ではインドの権威だった教授のゼミに参加した。
日本鉱業佐賀関製錬所で勤労と経理を担当したのち、1993年金属事業本部企画室参事。2000年金属事業部亜鉛・貴金属営業部副部長。2001年からはチリ事務所長を務め、ロス・ペランブレス鉱山の開発にあたった。2005年日韓共同製錬出向、LS-Nikkoカッパー常務理事。2007年パンパシフィック・カッパー取締役執行役員。
2008年日本鉱業執行役員に昇格。2010年JX日鉱日石金属執行役員環境リサイクル事業本部長。2012年常務執行役員金属事業本部審議役、資源開発部管掌、経営企画部（プロジェクト）管掌、パンパシフィック・カッパー取締役常務執行役員。2013年取締役常務執行役員金属事業本部副本部長、企画部（プロジェクト）管掌、資源開発部管掌、経営企画部（プロジェクト）管掌。
2014年から代表取締役社長兼パンパシフィック・カッパー代表取締役社長、JXホールディングス取締役を務め、モノのインターネット化等を背景とした需要増に対応し電材加工製品事業の強化を進めるなどした。
2015年日本鉱業協会会長。平成27年度井上春成賞受賞。日本銅センター会長。資源環境センター理事長、日本メタル経済研究所会長、触媒資源化協会会長なども務めた。2019年JX金属特別理事に退いた。同年文部科学大臣表彰科学技術賞（理解増進部門）受賞。2020年一橋大学監事。2021年JX金属エグゼクティブフェロー、日本規格協会理事。